# Herb Brodów
Herb Brodów – symbol miasta i gminy Brody, ustanowiony 5 lipca 1990.

## Wygląd i symbolika
Herb przedstawia na tarczy w polu czerwonym złotego konia przebitego srebrną strzałą, z dwiema srebrnymi gwiazdami nad wizerunkiem bramy miejskiej. Jest to historyczny herb miasta Brody. 